# 足立成和信用金庫
足立成和信用金庫（あだちせいわしんようきんこ、英語：AdachiSeiwa Shinkin Bank）とは、東京都足立区に本店を置く信用金庫である。
「Σ（シグマ）バンク」の名で東榮信用金庫、亀有信用金庫、小松川信用金庫と提携関係にある。2002年（平成14年）12月、左記Σバンクで提携関係にあった足立信用金庫と成和信用金庫が合併して成立した。

## 概要
1926年に産業組合法に基づく有限責任千住信用組合として設立されたのち、1943年に市街地信用組合に、1948年に足立信用組合に改称。全国信用金庫協会、東京都信用金庫協会、東京商工会議所所属。
東京都からインキュベーション施設の運営事業者として認定を受けている。

### 経営状況
東京23区のほか、埼玉県、千葉県を営業地域とする。会員は30,452先。当期純利益は2022年度で996百万円であり、自己資本比率は10.18%。

## 沿革
- 1926年（大正15年）11月　- 千住信用組合として設立。
- 1948年（昭和23年）10月　- 足立信用組合に名称変更。
- 1951年（昭和26年）10月　- 足立信用金庫に改組。
- 2002年（平成14年）12月16日　- 存続金庫として成和信用金庫と合併するとともに、足立成和信用金庫に名称変更。
- 2026年（令和8年）以降時期未定 - 当庫を存続法人として、葛飾区の東榮信用金庫を吸収合併し、したまち信用金庫に改称予定。

### 成和信用金庫
本部及び本店は足立区梅田8-2-16。合併後は中央支店が置かれ、2014年に新築された。金融機関コードは1332だった。
- 1936年12月 - 有限責任梅島信用組合として設立。
- 1947年6月 - 保証責任信用販売購買利用組合足立報徳社に名称変更
- 1953年6月 - 信用金庫法に基づき成和信用金庫に改組
- 2002年12月16日 - 足立信金を存続金庫として合併

## 関連会社
- 株式会社ビジネスパートナーズ